# Abad de la Real Colegiata de la Santísima Trinidad

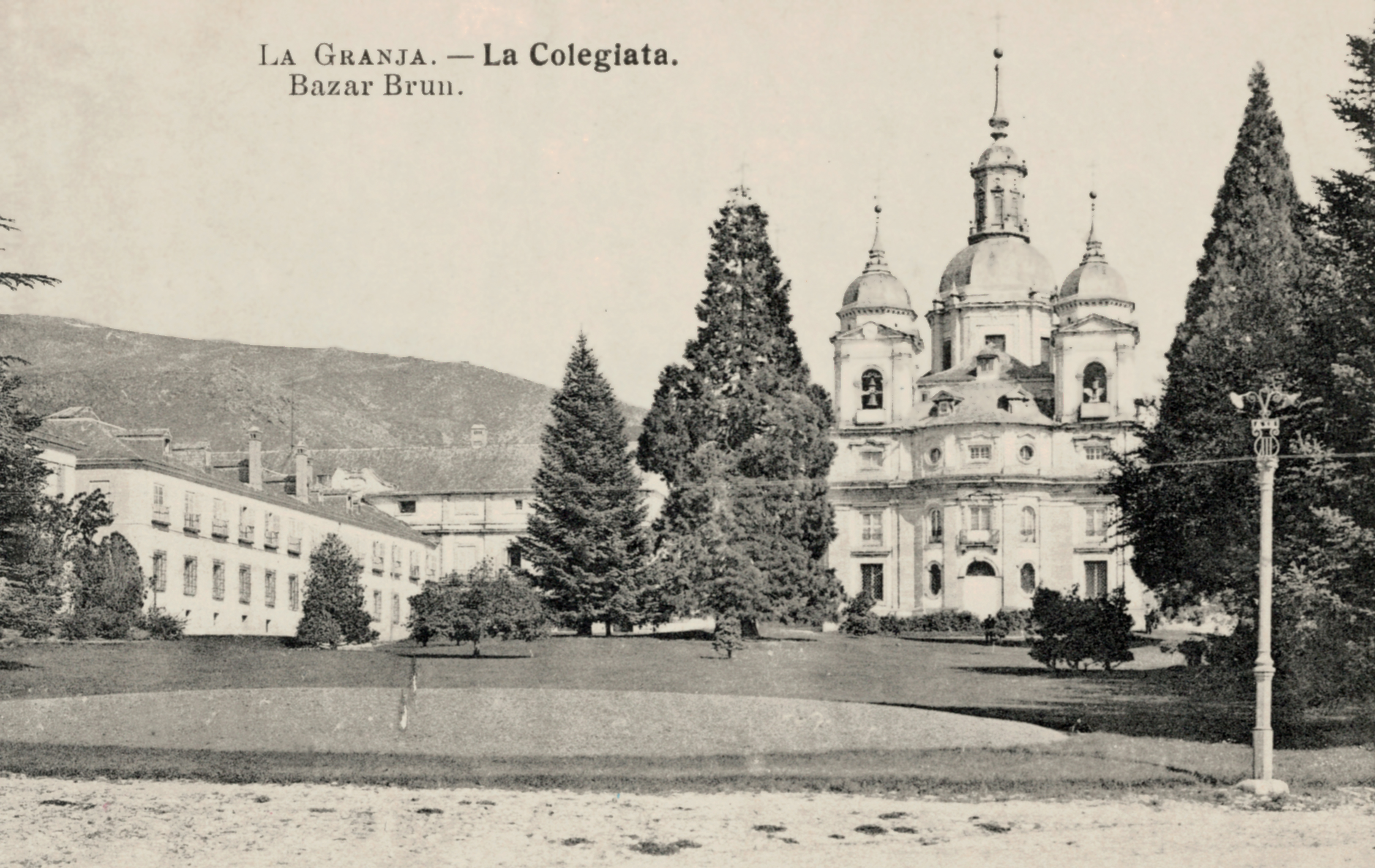
Vista de la colegiata desde el Medio Punto (década de 1910)

El abad de la Real Colegiata de la Santísima Trinidad es el clérigo católico a la cabeza del templo homónimo situado en el Real Sitio de San Ildefonso. Desde 1725 hasta 1874 el abad era prelado de una jurisdicción vere nullius y cuasi-episcopal.

## Historia

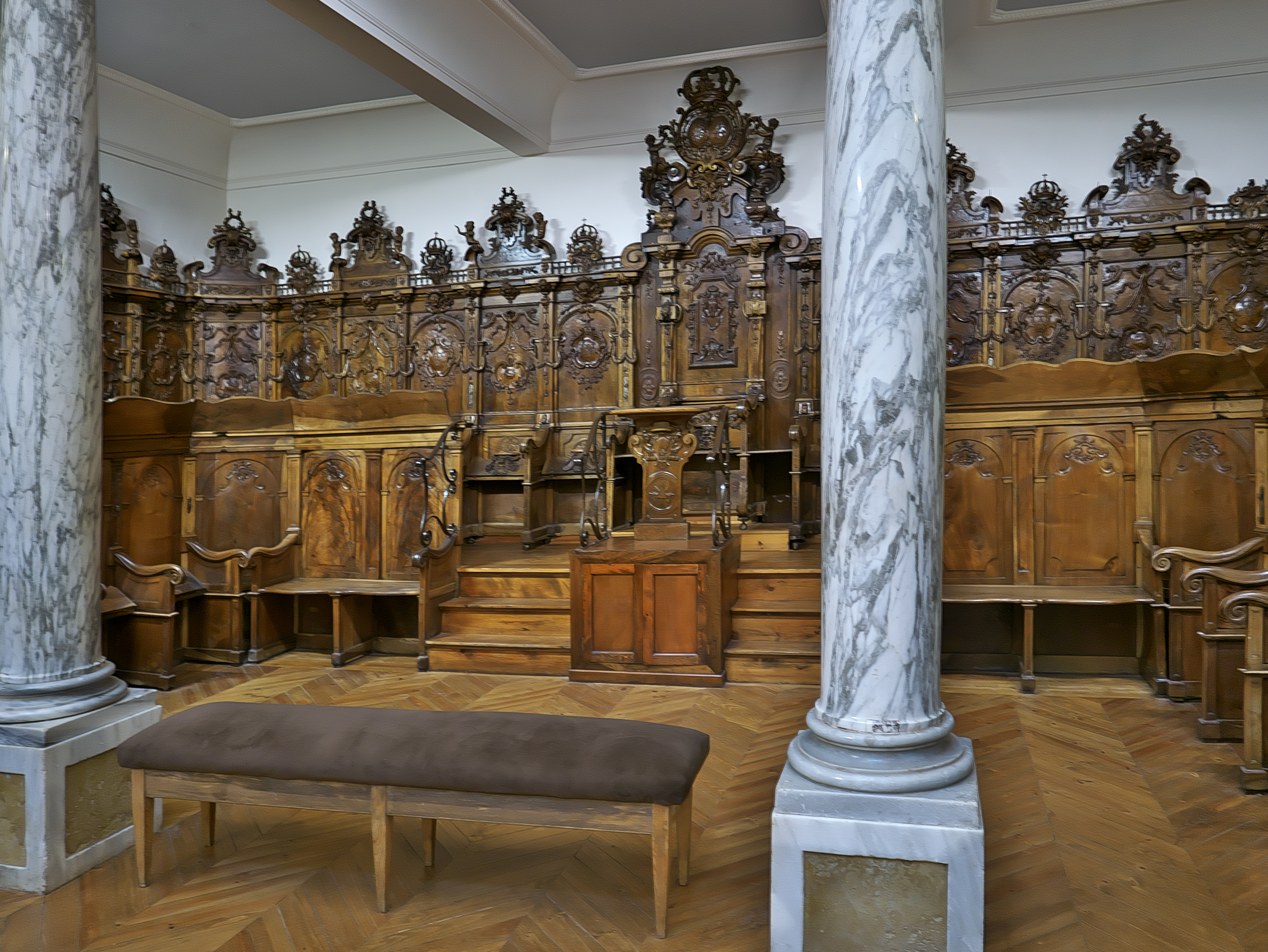
Vista del coro de la colegiata, con el sitial del abad en el centro.

El origen indirecto de este cargo se encuentra en la compra por parte de Felipe V de una granja a los monjes jerónimos del cercano monasterio del Parral en Segovia. Esta granja se encontraba cerca del palacio de Valsaín, tradicional cazadero de los reyes de Castilla y después de los de España. En el contrato de compraventa los monjes jerónimos pusieron como condición que la capilla que se erigiera en el palacio que había de construirse estuviese abierta al público. La construcción del palacio comienza en 1720 y tan solo tres años más tarde, el 22 de diciembre de 1723. Un año después, el 20 de diciembre de 1724, a petición de Felipe V, el papa Benedicto XIII emitió la bula Dum infatigabilem. Esta bula prescribía:
- la constitución concesión de jurisdicción exenta “vere nullius”, como abadía territorial, teniendo como prelado a un abad. Su territorio incluía: San Ildefonso, Valsaín, Revenga y Navas de Riofrío junto con Palazuelos, Tabanera, Sonsoto y Trescasas.
- la erección de la capilla en parroquia e iglesia matriz de todos los templos dentro de su jurisdicción.
- la formación de un cabildo con al frente del cual estaba un abad, doce canónigos, seis racioneros y cuatro capellanes.

La bula sería hecha pública el 6 de julio de 1725. 
Carlos IV fijó los sueldos del cabildo, siendo el del abad de 30.840 reales de vellón. Posteriormente, por real orden emitida por Isabel II en 1846 su sueldo se fijo en 12.000 reales anuales
Según el Concordato de 1851, la jurisdicción del abad se mantuvo, pero se unió a la diócesis de Segovia. En enero de 1874, se eliminó la jurisdicción vere nullius, tras la emisión de la bula Qua Diversas otorgada por Pío IX el 14 de julio de 1873.

## Descripción
El abad tenía asignado el uso de la mitra y las insignias pontificales. Tenía su residencia en la Casa de Canónigos, cercana a la colegiata y al palacio de La Granja.
De forma tradicional desde su fundación hasta mediados del siglo XIX los abades serían nombrados arzobispos titulares in partibus infidelium.

### Individuales
1. ↑  Lorite Cruz, Pablo Jesús (1 de enero de 2020). «Breves comparaciones de la abadía de Alcalá La Real con las demás abadías quasi episcopal vere nullius de España: San Ildefonso de la Granja, Lerma, Ampudia, Villafranca del Bierzo, Olivares y Ager.». IV Congreso sobre Alcalá La Real. Ayuntamiento de Alcalá La Real, área de cultura y universidad. Consultado el 19 de enero de 2024.
2. ↑  Breñosa y Tejada, Rafael (1884). «Sucesos notables ocurridos en el Real Palacio y colegiata». Guía y descripción del real sitio de San Ildefonso. Tip. de los Sucesores de Rivadeneyra. p. 144. Consultado el 17 de enero de 2024.